# کورین کالوه
کورین کالْوِه (فرانسوی: Corinne Calvet‎; ۳۰ آوریل ۱۹۲۵ – ۲۳ ژوئن ۲۰۰۱) هنرپیشه اهل فرانسه بود.
از فیلم‌ها یا برنامه‌های تلویزیونی‌ که او در آنها نقش داشته‌است می‌توان به افتخار دیگر ارزشی ندارد و دوست من ایرما به فنا می‌رود اشاره کرد.